# La parte della sposa
La parte della sposa (Esposa de Aluguel) è un film del 2022, diretto da Cris D'amato.

## Trama
Il giovane Luiz è un dongiovanni che ha stabilito delle regole sui suoi rapporti con le donne e cioè di non impegnarsi; infatti dopo tre mesi categoricamente tronca le sue relazioni avendo paura che possano trasformarsi in qualcosa di serio. Per poter però realizzare il desiderio della madre morente ed evitare l'esclusione dal testamento decide di assumere un'attrice che dovrà fingersi la sua fidanzata.

## Distribuzione
Il film è stato distribuito sulla piattaforma Netflix dall'11 ottobre 2022.